# نکات اشتباه در مراقبت از پوست کودک
نکات اشتباه رایج در مراقبت از پوست کودک (انگلیسی: Common Mistakes in Infant Skincare) مجموعه‌ای از باورها یا عادت‌هایی هستند که در روند مراقبت از پوست نوزاد و کودکان ممکن است به‌جای کمک، باعث آسیب به پوست حساس آن‌ها شوند. با توجه به تکامل نیافتگی سد پوستی در سال‌های ابتدایی زندگی، آگاهی والدین از این خطاها اهمیت زیادی دارد.

## اشتباه‌های رایج

### استفاده از شوینده بزرگسالان برای نوزاد
یکی از اشتباهات شایع، استفاده از شامپو یا شوینده صابونی بزرگسالان برای کودک است. این محصولات اغلب حاوی سولفات‌های قوی، پارابن، فتالات، رایحه‌های مصنوعی یا رنگ‌های شیمیایی هستند که برای پوست حساس نوزاد مضرند.

### استفاده بیش از حد از محصولات عطردار
محصولات دارای عطر مصنوعی یا اسانس می‌توانند موجب اگزما، درماتیت تماسی یا تشدید درماتیت پوشک شوند. بسیاری از برندهای رایج بدون اعلام دقیق محتویات، از مواد تحریک‌کننده پوست استفاده می‌کنند.

### عدم رعایت pH مناسب
پوست نوزاد دارای pH حدود ۵٫۵ است. استفاده از شوینده‌هایی با pH نامناسب (قلیایی یا اسیدی) باعث بهم‌خوردگی تعادل میکروبی پوست و افزایش احتمال بروز عفونت می‌شود.

### استفاده مستقیم از پودر بچه
پودرهای تالک قدیمی به‌ویژه در نواحی مرطوب مانند پوشک، ممکن است باعث مسدود شدن منافذ، خشکی پوست یا حتی تحریک ریوی شوند. امروزه توصیه می‌شود از کرم سدساز یا لوسیون کودک فاقد ترکیبات مضر استفاده شود.

### نادیده‌ گرفتن وضعیت بیماری‌های پوستی خاص
والدین ممکن است بیماری‌هایی مانند اگزما، درماتیت آتوپیک، بیماری پروانه‌ای یا حساسیت به شوینده‌ها را با خشکی معمولی پوست اشتباه بگیرند. در این موارد استفاده از محصولات تخصصی بدون سولفات و مرطوب‌کننده مناسب کودکان الزامی است.

## راهکارهای پیشگیرانه و علمی
- انتخاب شامپو کودک بدون سولفات، پارابن، فتالات، فرمالدئید و عطر مصنوعی
- استفاده از شوینده غیرصابونی با pH خنثی یا اسیدی ضعیف
- مرطوب کردن پوست پس از هر حمام با کرم مرطوب‌کننده مناسب نوزاد
- اجتناب از لباس‌های پلاستیکی یا تنگ که باعث عرق‌سوز می‌شوند
- پرهیز از تغییر مداوم برندهای بهداشتی بدون درنظر گرفتن فرمولاسیون

## تأثیر انتخاب آگاهانه برند
امروزه برخی برندها بر پایه استانداردهای علمی روز دنیا، اقدام به تولید محصولات فاقد مواد آلرژن، بدون الکل آزاد، فاقد مواد نفتی و فاقد نگهدارنده‌های خطرناک مانند نیتروزآمین و ۱و۴-دی‌اکسان کرده‌اند. استفاده از این محصولات نه‌تنها در نوزادان سالم بلکه در کودکان دارای نقص ایمنی، شیمی‌درمانی یا اگزمای مزمن نیز توصیه می‌شود.

## کلیدواژه‌های هدف برای آگاهی‌رسانی
- محصولات تخصصی پوست کودک
- فاقد سولفات
- شامپو کودک ایمن
- مرطوب‌کننده کودک
- محصول مناسب پوست حساس نوزاد
- مراقبت پوست نوزاد در زمستان
- کرم ضد اگزما نوزاد
- شوینده غیرصابونی کودک

## پیوندهای مفید
- پوست نوزاد
- اگزما در کودکان
- درماتیت آتوپیک
- شوینده غیرصابونی
- کرم زینک اکساید
- pH پوست
- درماتیت پوشک
- مواد تحریک‌کننده پوست
- سیستم ایمنی کودک